# Vol de zozos
Pour plus de détails, voir Fiche technique et Distribution.
Vol de zozos (High Flyers) est un film américain réalisé par Edward F. Cline, sorti en 1937.

## Fiche technique
- Titre original : High Flyers
- Titre français : Vol de zozos
- Réalisation : Edward F. Cline
- Scénario : Benny Rubin (en), Bert Granet et Byron Morgan d'après High Flyers de Victor Mapes (en)
- Direction artistique : Van Nest Polglase
- Costumes : Renié
- Photographie : Jack MacKenzie
- Montage : John Lockert
- Musique : Roy Webb
- Société de production : RKO Pictures
- Pays d'origine : États-Unis
- Format : Noir et blanc - 1,37:1
- Genre : Comédie et film musical
- Date de sortie : 1937

## Distribution
- Bert Wheeler : Jerry Lane
- Robert Woolsey : Pierre Potkin
- Lupe Vélez : Juanita
- Marjorie Lord : Arlene Arlington
- Margaret Dumont : Martha Arlington
- Jack Carson : Dave Hanlon
- Paul Harvey : Horace Arlington
- Charles Judels : Mr Fontaine
- Lucien Prival : Mr Panzer
- Herbert Evans (en) : Mr Hartley
- George Irving : Chef de la police

Acteurs non crédités
- Stanley Blystone : Policier
- Soledad Jiménez : Essie
- Bruce M. Mitchell : Lieutenant de police
- James Pierce : Policier
- Frank M. Thomas : Policier Collins
- Don Brodie